# ヤマハ・TZM50R
ヤマハ・TZM50R（ティーゼットエムごじゅうアール）は、かつてヤマハ発動機が製造・販売していたオートバイ（原動機付自転車）の車種である。

## 概要
TZM50Rは1993年2月に発売された。YSR50/80の後継車として開発が行われた12インチスポーツモデルで、車名は日本GP250ccクラス向けワークスマシンのYZR250ではなく、市販車ベースで優勝を飾った原田哲也の車両“TZ250M”に由来する。
エンジンは先に発売されていたTZR50R(4EU)ベース（シフトドラムの回転方向の違いや、クラッチ板の枚数がTZR50R：3枚に対してTZMは4枚などの違いがある）の水冷2サイクル単気筒に変更されており、'93TZR50Rに比べ大径のキャブレターが装備され、シリンダーの掃気ポートが拡大されている。エンジンはシリンダーがTZMの専用部品であったものの、後にTZR50Rに採用されていることから、素姓の良さがうかがえる。なおエンジンの変更に伴いYSRよりフレームのねじれ剛性が50%ほど強化されている。
ホイールは同じく12インチながら、YSR50/80の鉄製プレスホイールから、TDR80/50と同様の鋳造アルミの中空スポークホイールが採用され、ブレーキも前後ディスクブレーキ（フロント2ポット、リヤ1ポット。共に片押し）が奢られた。ただしTDR80/50とは違い、リヤが軽量化のため小径ディスクローターが採用されている。
フロントサスペンションもYSRが片側のみオイルダンパーであったのが、左右共にオイルダンパーになったのも大きな変更点である。リヤサスペンションはモノクロス式である。一方、コストの関係からか、燃料タンクはYSRと同じものが採用され、トップブリッジやアッパーカウル、エアクリーナボックスなどはTZR50との共通部品である。
YECからも数々のレース用パーツが提供されており、特にレースの世界ではYECのCDIが定番になっているほど信頼性が支持されている。
1999年12月に生産終了。

## 車両解説
- エンジン：水冷2ストローク単気筒49cc、クランクケースリードバルブ、CDI点火制御、気化器燃料供給、最高出力7.2ps。
- サスペンション：フロント/テレスコピック、リヤ：モノクロス式（リンク無）
- ブレーキ：フロント/ディスクブレーキ（片押2ポットキャリパー）、リヤ/ディスクブレーキ（片押1ポットキャリパー）
- 変速:1速/3.250、2速/2.125、3速/1.550、4速/1.227、5速/1.040、6速/0.923
- 1次減速比3.578 ; 2次減速比3.461

スポーツ志向に割り切って作られており、TZR50/R・YSR50/80のようなシートカウル内への収納スペースが無い。
- トランスミッション：エンジンはTZR50R(4EU)と同じく、YZ80（1993モデル）をベースとしている。このYZは1速/2.454、2速/1.882、3速/1.529、4速/1.294、5速/1.130、6速/1.000とクロスレシオになっている。
- CDI：レースの世界ではYECのCDIが定番になっているほど信頼性は高い。季節に合わせて細かくセッティングできる。
- リヤサスペンション：こちらもYEC製が定番で1-4型までが存在する。1,2型はセッティング幅が少なくその後改良された3型は設計時の不具合が原因でメーカーが4型と無償交換された。
- ステップ：標準のステップホルダーの取り付け位置から、上方15mm程度までフレーム側に穴あけ加工をすることでステップ位置を調整できるように作られている。

## モデル一覧
- 4KJ1：1994年2月発売 車体色：白/赤、車輪色：白
- 4KJ1：1994年2月発売 車体色：白/青、車輪色：紫
- 4KJ2：1994年3月発売 車体色：赤、車輪色：金 ※Telkor-Yamaha

原田哲也の1993年世界GP250ccクラス年間王者獲得を記念して発売された限定車。
- 4KJ3：1997年4月発売 車体色：白/赤、車輪色：白